# Angela Forsett
Angela Forsett, a także Angie Forsett; wcześniej znana jako Angela Pressey (ur. 6 czerwca 1986 r.) – amerykańska siatkarka, reprezentantka kraju, rozgrywająca. Obecnie występuje w austriackim SVS Post Schwechat.

## Sukcesy
- zwycięstwo w World Grand Prix:  2010